# Escala macrosísmica europea
La Escala Macrosísmica Europea (EMS) es la base para la evaluación de la intensidad sísmica en los países europeos y, además, en uso en la mayoría de los otros continentes. Publicada en 1998 como actualización de la versión que se había venido depurando desde 1992, la escala se denomina oficialmente EMS-98. 
La historia del EMS se inició en 1988, cuando la Comisión Sismológica Europea (CES) decidió revisar y actualizar la escala Medvedev-Sponheuer-Karnik (MSK-64) o Escala Macrosísmica Internacional, que venía siendo utilizada en su forma básica en Europa durante casi un cuarto de siglo . Después de más de cinco años de intensa investigación y desarrollo y un período de cuatro años de pruebas, nació la nueva escala. En 1996, la XXV Asamblea General de la CES aprobó en Reikiavik una resolución recomendando la adopción de la nueva escala por los países miembros de la Comisión Sismológica Europea. 
A diferencia de las escalas sísmicas de magnitud, que expresan la energía sísmica liberada por un terremoto, EMS-98 indica el grado en que un terremoto afecta a un lugar específico.  
La Escala de intensidad contempla 12 grados, que son los siguientes (se mide con la escala de Mercalli): 
| Grado | |  |
| I. No sentido | No se siente, ni en las circunstancias más favorables. |  |
| II. Apenas sentido | La vibración se percibe solo por algunas personas (1%) especialmente personas en reposo en los pisos superiores de los edificios. |  |
| III. Débil | La vibración es débil y se percibe en interiores solo por unas pocas personas. Las personas en reposo sienten un balanceo o ligero temblor. |  |
| IV. Ampliamente observado | El terremoto se percibe en interiores por muchas personas, pero al aire libre por muy pocas. Algunas personas se despiertan. El nivel de vibración no es alarmante. Traqueteo de ventanas, puertas y platos. Los objetos colgados se balancean. |  |
| V. Fuerte | El terremoto se percibe en interiores por la mayoría, al aire libre por unos pocos. Muchas personas que dormían se despiertan. Algunos escapan de los edificios, que tiemblan en su totalidad. Los objetos colgados se balancean considerablemente. Los objetos de porcelana y cristal entrechocan. La vibración es fuerte. Los objetos altos se vuelcan. Puertas y ventanas se abren y cierran solas. |  |
| VI. Levemente dañino | Sentido por la mayoría en los interiores y por muchos en el exterior. En los edificios muchas personas se asustan y escapan. Los objetos pequeños caen. Daño ligero en los edificios corrientes, por ejemplo, aparecen grietas en el enlucido y caen trozos. |  |
| VII. Dañino | La mayoría de las personas se asustan y escapan al exterior. Los muebles se desplazan y los objetos caen de las estanterías en cantidad. Muchos edificios corrientes sufren daños moderados: pequeñas grietas en las paredes, derrumbe parcial de chimeneas. |  |
| VIII. Gravemente dañino | Pueden volcarse los muebles. Muchos edificios corrientes sufren daños: las chimeneas se derrumban; aparecen grandes grietas en las paredes y algunos edificios pueden derrumbarse parcialmente. |  |
| IX. Destructor | Monumentos y columnas caen o se tuercen. Muchos edificios corrientes se derrumban parcialmente, unos pocos se derrumban completamente. |  |
| X. Muy destructor | Muchos edificios corrientes se derrumban. |  |
| XI. Devastador | La mayoría de los edificios corrientes se derrumban. |  |
| XII. Completamente devastador | Prácticamente todas las estructuras por encima y por debajo del suelo quedan gravemente dañadas o destruidas. |  |
| Para la versión completa ver European Macroseismic Scale (enlace roto disponible en Internet Archive; véase el historial, la primera versión y la última). (texto oficial completo, en inglés). | |  |

La Comunidad Europea de la Escala macrosísmica EMS-98 es la primera escala de grado de daño de los edificios destinadas a fomentar la cooperación entre los ingenieros y sismólogos, en lugar de ser para uso de los sismólogos solo. Viene con un manual detallado, que incluye directrices, ilustraciones y ejemplos de aplicación. 
Diferencia el grado de daño en edificios de mampostería y el grado de daño en edificios de hormigón armado. 

## Clasificación de daños en edificios de mampostería
- Grado 1: Daños despreciables o ligeros, el edificio no tiene daño estructural o son muy ligeros. Se visualizan fisuras en algunos muros y pueden haber caído pequeños trozos de revestimiento.
- Grado 2: Daños moderados. Se aprecian grietas en los muros y caídas de revestimiento y colapso parcial de chimeneas.
- Grado 3: Daños importantes a graves. Se detectan grandes grietas de manera generalizada en la mayoría de los muros. Se desprenden tejas del tejado, rotura de chimeneas y se dañan elementos no estructurales como los tabiques.
- Grado 4: Daños muy graves. Se dañan seriamente los muros y parcialmente otros elementos como forjados o tejados.
- Grado 5: Colapso o destrucción. Los daños estructurales son muy graves, puede darse el colapso total o caso total o ser necesario el derribo de la edificación.

## Clasificación de daños en edificios de hormigón armado
- Grado 1: Daños despreciables o ligeros. Se encuentran fisuras en los acabados y en tabiques o particiones.
- Grado 2: Daños moderados. Aparecen grietas en las vigas y soportes de los pórticos y en muros estructurales.
- Grado 3: Daños importantes a graves. Aparecen grietas en soportes y su unión con las vigas. Se desprenden los recubrimientos de hormigón.
- Grado 4: Daños muy graves. Hay daños estructurales graves y de los elementos no estructurales muy graves.
- Grado 5: Colapso o destrucción. Colapso de la planta baja o partes del edificio.